# Giornale di trincea

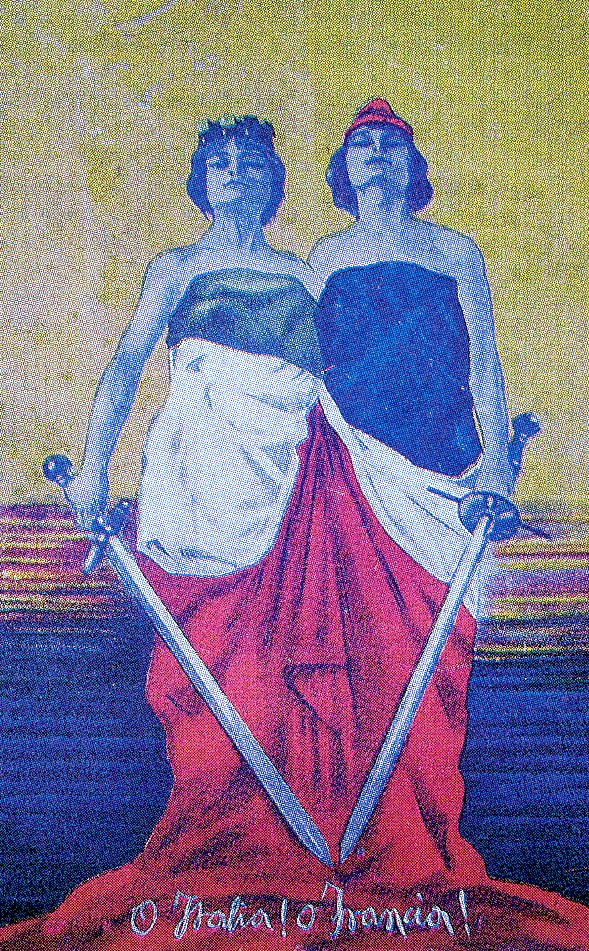
Manifesto di propaganda per il quindicinale Bianco Rosso Verde

Giornale di trincea è il nome italiano convenzionalmente attribuito ad un genere di  pubblicazione periodica - solitamente quindicinale o mensile - nato negli anni della prima guerra mondiale e destinato alle forze armate; l'origine della definizione appare ovvia quando si considera che il conflitto assunse quasi subito ed ovunque la forma di guerra di trincea.

## Caratteristiche
Inizialmente un giornale di trincea era composto e stampato (o manoscritto) direttamente in zona di guerra da personale militare, necessitava per essere diffuso del beneplacito dell'autorità competente, ma con ciò non necessariamente indulgeva alla propaganda e al patriottismo, piuttosto poteva essere sede e sfogo di una moderata satira, e in questo tollerato; all'inizio del conflitto la diffusione avveniva a livello di battaglione o reggimento, i temi (umoristici, ricreativi, talvolta culturali, relativamente al contesto) di interesse limitato alla ristretta cerchia dei lettori, i mezzi erano assai modesti e la tiratura limitatissima (il che ha comportato la perdita completa di molte di queste pubblicazioni).
In seguito, intuendo le potenzialità propagandistiche del mezzo e l'importanza del sostegno psicologico alle truppe, le autorità militari di ogni Paese crearono e sovvenzionarono pubblicazioni a livello di grande unità: le tirature divennero particolarmente abbondanti e la diffusione capillare, avvenendo il recapito insieme alla corrispondenza.
Sul fronte italiano il fenomeno della moltiplicazione e della diffusione dei giornali di trincea ebbe i prodromi
nell'ottobre 1917, ovvero dopo la disfatta di Caporetto, e in coincidenza con l'istituzione del Servizio P, il servizio di vigilanza, assistenza e propaganda che venne istituito nei primi mesi del 1918 da comando supremo sotto il comando di Armando Diaz.
Il 9 gennaio 1918 l'Ufficio informazioni del comando supremo istituì gli Uffici I.T.O. d'armata (Informazioni Truppe Operanti) sotto la direzione dei diversi comandi d'armata con il compito di recepire le informazioni rilevate dalle varie sezioni P presenti nelle armate, e riferirle direttamente alla sezione P del comando supremo. Questo sistema fu organizzato per svolgere i compiti di vigilanza morale delle truppe, per assisterle materialmente e quindi per prevenire e reprimere moti di indirizzo anti-bellico o "disfattista" con l'ausilio della propaganda, cercando in questo modo di risollevare gli animi abbattuti dopo Caporetto, e allo stesso convincere i soldati e gli ufficiali inferiori della necessità di una guerra che fino ad allora era vista come "estranea".
Il 1º febbraio 1918 il Comando Supremo emanava la circolare 1117/P avente per oggetto la propaganda patriottica; questo documento viene diffusamente considerato come l'iniziatore del Servizio P e si utilizzava questa dizione al fine di permettere un approccio psicologico più tenue. A complemento di questa disposizione qualche giorno dopo venne emanata un'altra circolare in cui si approvava sia la diffusione di giornali politici, previa revisione ed approvazione degli articoli, sia l'emissione dei giornali di trincea. Quest'ultima circolare, la N. 2293/S.I. Sezione U del 29 marzo 1918, firmata dal colonnello Odoardo Marchetti, capo ufficio informazioni, avente per titolo Scambio reciproco dei giornaletti satirico-umoristici e delle pubblicazioni per la propaganda patriottica fra le truppe, recitava: «È definitivamente approvata la compilazione dei giornaletti satirico-umoristici d'Armata, da diffondersi fra le truppe il più largamente possibile, ai quali, come già si pratica, i militari saranno ammessi a collaborare. Simili giornali potranno essere compilati anche da minori unità (questi con mezzi propri) sotto la sorveglianza degli Uffici Informazione». A seguito di questa circolare i giornali di trincea da fogli di intrattenimento o semplici strumenti di impegno dilettantistico talvolta ilare, e sovente con pregnante valenza regionale, ricevevano l'attestazione di ufficialità da parte del Comando Supremo.
Esistevano anche pubblicazioni per militari prodotte da civili, in genere comitati di beneficenza, che trattavano le più varie materie ed erano spediti per corrispondenza.

## Il giornale di trincea in Italia e in Europa

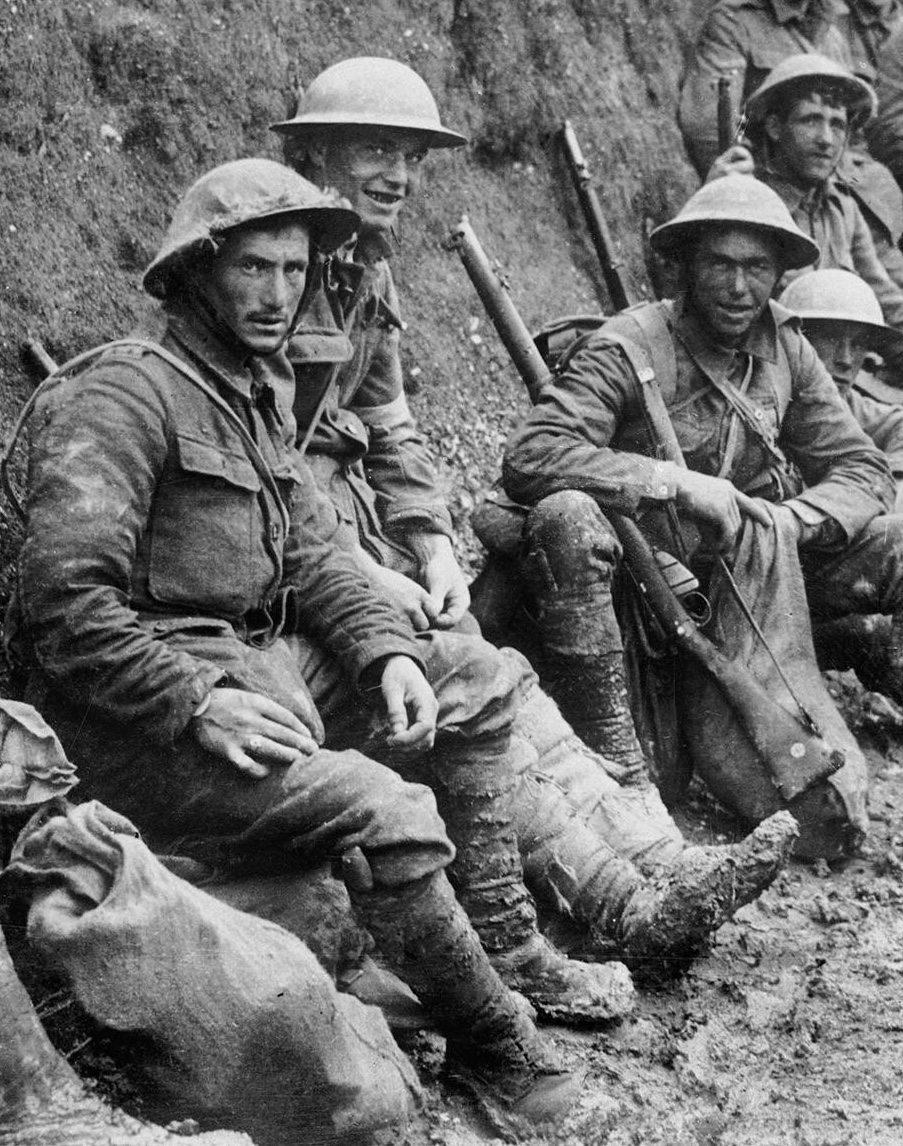
Soldati in trincea

Il fenomeno del giornale di trincea non fu solo italiano, ma ebbe riflessi anche in altre nazioni impegnate su fronti opposti: ad esempio in Francia, dove veniva pubblicato il foglio Wipers Times dalle truppe britanniche, o in Austria dove alle truppe veniva recapitato il giornale Die Muskete.
In Italia questo tipo di rivista vide pubblicate, con alterna fortuna, alcune decine di testate: le testate avevano nomi carichi di suggestione, talvolta anche ingenui, che richiamavano la dura vita delle campagne belliche o, in maniera più esplicita, gli ideali che muovevano i popoli impegnati nel primo grande conflitto in grado di scuotere nel Secolo breve l'ordine politico mondiale e la geografia di buona parte del continente europeo.
Fra i più popolari ed attesi dai soldati vi erano in Italia La Trincea - Quotidiana, destinato ai soldati della IV Armata, Resistere, Il Razzo, La Tradotta (le cui firme - e matite - di riferimento erano quelle di Arnaldo Fraccaroli e Antonio Rubino), La Ghirba (che si avvaleva della collaborazione di Ardengo Soffici), e il Sempre Avanti (cui collaborava il poeta Giuseppe Ungaretti).
Altre firme destinate a luminoso avvenire letterario erano ad esempio Massimo Bontempelli, Curzio Malaparte e Piero Jahier; ad illustrare gli articoli potevano essere chiamati pittori all'epoca non ancora famosi, come Giorgio De Chirico e Mario Sironi.

## Collezionismo
Intorno ai giornali di trincea è cresciuto con il tempo un fiorente collezionismo teso alla raccolta di più esemplari dei fogli pubblicati nel primo scorcio di XX secolo. Molti di quei giornali, con le loro vignette, i loro manifesti, i loro scritti - poetici e/o di costume - ma anche gli slogan sparsi qua e là in una letteratura in odore di futurismo, sono diventati esempio di uno stile e, in molti casi, vere e proprie opere d'arte in virtù del talento di coloro che vi dettero vita.

## I giornali di trincea
| Giornali di trincea pubblicati in Italia durante la prima guerra mondiale |                                               | | |  |  |
| Testata                                                                   | Reparti                                       | Articoli e illustrazioni | Note |  |  |
| Il 13                                                                     | XIII Corpo d'armata                           | | Primo numero 12 maggio 1918 ultimo 15 ottobre 1918 per 16 numeri |  |  |
| L'Astico                                                                  | 9ª Divisione                                  | Piero Jahier Emilio Cecchi Giuseppe Lombardo Radice                                                                         | Il fondatore Piero Jahier usava firmare i suoi articoli con lo pseudonimo di barba Piero, in dialetto genovese Zio Piero. Alla fine della guerra, la rivista cambiò il proprio nome in Il Nuovo Contadino ma ebbe vita breve: chiuse i battenti dopo undici numeri per una crisi finanziaria |  |  |
| La Baionetta                                                              | Brigata "Emilia"                              | Cellini | Primo numero 14 febbraio 1918 |  |  |
| Bianco Rosso Verde                                                        |                                               | | Rivista italiana quindicinale |  |  |
| Il Fifaus                                                                 | XIII Corpo d'armata                           | | |  |  |
| Il Ghibli                                                                 | Reparti di stanza in Libia                    | | |  |  |
| Il Montello                                                               | Fanti del Medio Piave                         | Mario Sironi Massimo Bontempelli                                                                                            | Quindicinale, il primo numero uscì il 20 settembre del 1918 |  |  |
| La Ghirba                                                                 | 5ª Armata                                     | Ardengo Soffici (direttore) Giorgio De Chirico Carlo Carrà                                                                  | La rivista fu in un secondo tempo destinata ai soldati della IX Armata |  |  |
| Il Razzo                                                                  | 7ª Armata                                     | | |  |  |
| Resistere                                                                 | Brigata Volturno                              | | |  |  |
| Il Respiratore                                                            | 94º Reggimento                                | | |  |  |
| San Marco                                                                 | VIII Corpo d'armata                           | | trimestrale |  |  |
| Sempre Avanti                                                             | II Corpo d'armata                             | Giuseppe Ungaretti Curzio Malaparte                                                                                         | Dal 1918 operativo in Francia |  |  |
| La Tradotta                                                               | 3ª Armata                                     | Renato Simoni (1875-1952, fondatore), scrittore, commediografo e critico Arnaldo Fraccaroli Antonio Rubino Enrico Sacchetti | Tirata in 42 000 copie, ne vennero pubblicati 25 numeri |  |  |
| La Trincea - Quotidiana                                                   | 4ª Armata                                     | | |  |  |
| La Voiussa                                                                | Contingente di stanza in Albania              | | |  |  |
| La Volontà                                                                |                                               | | Pubblicato dal 15 settembre 1918 a frequenza quindicinale |  |  |
| La Giberna                                                                | Non aveva un reparto specifico di riferimento | Gustavino, Nasica, Golia, Filberto Scarpelli, Montanari, Barbieri, Salvatore Di Giacomo                                     | La rivista fu pubblicata settimanalmente dal 3 marzo 1918 al 5 gennaio 1919 per 43 numeri e visto il successo della rubrica dei lettori il 16 giugno del 1918 uscì un nuovo giornale La Giberna dei lettori con scritti e disegni dei militari                                               |  |  |
|                                                                           |                                               | | |  |  |